# GNU Octave
GNU Octave är ett fritt datorprogram för numeriska beräkningar, till stor del kompatibelt med Matlab.
Den mest centrala datatypen är matrisen, och Octave är effektivast för algoritmer som kan beskrivas i termer av matriser och grafer.
Detta inkluderar problem från linjär algebra, men många andra sorters problem kan omformuleras genom att sampla funktionerna i ett diskret antal punkter.
Ofta används Octave genom att användaren kodar skript, så kallade m-filer som sedan körs av Octave.
Detta gör Octave till ett tolkat programspråk, med en syntax liknande den för C.
Octave är skrivet i C++ och använder sig av bland annat Gnuplot för att visa diagram och grafer.
Tillägg till Octave kan antingen skrivas direkt som Octave-kod i separata m-filer, eller som C++-kodade mex- eller oct-filer.
Version 4.0.0 av GNU Octave innehåller ett grafiskt användargränssnitt, vilket tidigare löstes av tredjepartsprogram. Det finns därför andra grafiska gränssnitt till Octave, bland annat QtOctave.